# Jesse Eisenberg
Jesse Eisenberg (Nova York, 5 d'octubre de 1983) és un actor estatunidenc. La seva germana Hallie Kate també és actriu.

## Biografia
Jesse Eisenberg va néixer en el Queens a Nova York. La seva mare Amy era pallasso i el seu pare Barry Eisenberg va treballar en un hospital abans de convertir-se en professor d'universitat. La seva família jueva, és originària de Polònia i d'Ucraïna. Comença la seva carrera als 16 anys en la sèrie  La Família Green al costat d'Anne Hathaway, però la sèrie es para al final de la primera temporada.
El 2008 Jesse es dona a conèixer realment pel seu paper a  Adventureland i després a  Benvinguda a Zombieland el 2009.
Encarna el 2010 el fundador de Facebook Mark Zuckerberg a la pel·lícula The Social Network de David Fincher, paper que ha estat saludat per la crítica. Aquesta li ha suposat d'altra banda una nominació als Oscars.
A més de la seva carrera com a actor, també publica relats al The New Yorker.

## Filmografia
- 1999-2000: Get Real (sèrie TV): Kenny Green
- 2001: Lightning: Fire from the Sky (TV): Eric Dobbs
- 2002: Roger Dodger: Dylan Kidd
- 2002: The Emperor's Club: Louis Masoudi
- 2003: The Village de M. Night Shyamalan: Jamison
- 2005: Cursed de Wes Craven: Jimmy
- 2005: The Squid and the Whale de Noah Baumbach: Walt Berkman
- 2006: Charlie Banks: Charlie
- 2007: The Hunting Party: Benjamin
- 2009: Adventureland: James Brennan
- 2009: Solitary Man: Cheston
- 2009: Zombieland: Columbus
- 2010: Camp Hope: Daniel
- 2011: La xarxa social (The Social Network): Mark Zuckerberg
- 2011: Holy Rollers: Samuel « Sam » Goldenstein
- 2011: Rio: Blu (veu)
- 2011: 30 Minutes Maximum: Nick
- 2012: A Roma amb amor (To Rome with Love): Jack
- 2013: Ara em veus (Now You See Me) de Louis Leterrier: Atlas
- 2016: Batman contra Superman: L'alba de la justícia de Zack Snyder: Lex Luthor
- 2017: Ara em veus 2: J. Daniel "Danny" Atlas
- 2017: Justice League
- 2019: The Art of Self-Defense
- 2019: Zombieland: Double Tap
- 2020: Resistance:Marcel Marceau
- 2021: Wild Indian: Jerry
- 2021: Zack Snyder's Justice League: Lex Luthor
- 2023: Manodrome: Ralphie
- 2024: Sasquatch Sunset: Male Sasquatch
- 2024: A Real Pain: David Kaplan
- 2025: Now You See Me: Now You Don't: J. Daniel Atlas

## Premis i nominacions

### Nominacions
- 2011. Oscar al millor actor per La xarxa social
- 2011. Globus d'Or al millor actor dramàtic per La xarxa social
- 2011. BAFTA al millor actor per La xarxa social